# Eckardt Suhl
Eckardt Suhl, auch Eckart Suhl (* 20. April 1943 in Hamburg) ist ein ehemaliger deutscher Hockeyspieler und Olympiasieger.
Suhl spielte für den Uhlenhorster HC aus Hamburg, 1964 gewann der Linksaußen mit seinem Verein die deutsche Meisterschaft im Hallenhockey, im Jahr darauf belegte er den zweiten Platz im Feldhockey.
1965 debütierte er in der deutschen Hockeynationalmannschaft. Bei den Olympischen Spielen 1968 belegte die Mannschaft den vierten Platz. Fünfter wurde das deutsche Team bei der ersten Weltmeisterschaft in Barcelona. Ein Jahr später standen die Deutschen dem Weltmeister Pakistan im Endspiel der Olympischen Spiele 1972 in München gegenüber. Die Deutschen gewannen vor heimischem Publikum durch ein Tor von Michael Krause mit 1:0. Suhl war im olympischen Turnier 1972 nur einmal eingesetzt worden, erhielt aber gleichfalls die Goldmedaille.
Für den Gewinn der Goldmedaille bei den Olympischen Spielen 1972 in München wurden er und die deutsche Olympiahockeynationalmannschaft am 25. Mai 1972 mit dem Silbernen Lorbeer blatt ausgezeichnet.
Insgesamt wirkte Eckardt Suhl von 1965 bis 1972 in 47 Länderspielen mit.